# オクタノナコンタン
| オクタノナコンタン | オクタノナコンタン |
| ------------------ | ------------------ |
| CH3(CH2)96CH3      |                    |
| IUPAC名            | オクタノナコンタン |
| 分子式             | C98H198            |
| 分子量             | 1376.6207          |
| CAS登録番号        | 7670-26-0          |

オクタノナコンタン (Octanonacontane) とは、直鎖状のアルカンの1種。炭素原子が98個、分岐することなく一列に連なっている。分子式はC98H198。分子量は1376.6207。